# Cường Thịnh
Cường Thịnh là một xã thuộc huyện Trấn Yên, tỉnh Yên Bái, Việt Nam.

## Địa lý
Xã Cường Thịnh có vị trí địa lý:
- Phía đông và phía nam giáp thành phố Yên Bái
- Phía tây giáp thị trấn Cổ Phúc và xã Y Can
- Phía bắc giáp xã Minh Quán.

Xã Cường Thịnh có diện tích 21,46 km², dân số năm 2022 là 4.893 người, mật độ dân số đạt 228 người/km².

## Hành chính
Xã Cường Thịnh được chia thành 10 thôn: Đầm Hồng, Đất Đen, Đồng Chuối, Đồng Lần, Đồng Trò, Hiển Dương, Hồng Hà, Hồng Thái, Ninh Phúc, Ninh Thuận.

## Lịch sử
Ngày 28 tháng 12 năm 2022, UBND tỉnh Yên Bái ban hành Quyết định số 2679/QĐ-UBND về việc công nhận thị trấn Cổ Phúc và vùng phụ cận (bao gồm một phần các xã: Việt Thành, Nga Quán, Minh Quán, Hòa Cuông, Y Can) đạt tiêu chí đô thị loại V.
Ngày 24 tháng 10 năm 2024, Ủy ban Thường vụ Quốc hội ban hành Nghị quyết số 1239/NQ-UBTVQH15 về việc sắp xếp đơn vị hành chính cấp xã của tỉnh Yên Bái giai đoạn 2023 – 2025 (nghị quyết có hiệu lực từ ngày 1 tháng 12 năm 2024). Theo đó, sáp nhập toàn bộ 5,11 km² diện tích tự nhiên và quy mô dân số là 2.192 người của xã Nga Quán vào xã Cường Thịnh.
Xã Cường Thịnh có 21,46 km² diện tích tự nhiên và quy mô dân số là 4.893 người.